# حال الطبقة القرنية
حالّات الطبقة القَرْنيَّة (بالإنجليزية: Keratolytic)‏ هي علاجاتٌ تُستخدم لإزالة الثآليل وغيرها من الآفات الجلدية عندما تنمو بشرة الجلد بإفراط وتنتج منزيداً من الجلد، وفي هذا العلاج يمكن وضع حمض طبي حمض الساليسيليك على الآفة الجلدية.
تقوم حالات الطبقة القرنية بترقيق الجلد في منطقة الآفة وحولها، وتتسبب في تفكك الطبقة الخارجية للجلد ثم تسقط.
حالات الطبقة القرنية قد تستخدم لتليين الكيراتين وهو مكونٌ رئيسيٌ للجلد، وهذا يساعد على تحسين قدرة الجلد على الارتباط بالماء، وهذا التأثير مفيد لعلاج الجلد الجاف، ومن هذه العوامل الحالّة للطبقة القرنية القلويات (عبر استسقاء والتحلل المائي للجلد)، وحمض الساليسيليك، واليوريا، وحمض اللبنيك، وآلانتوين، وحمض الجليكوليك، وحمض ثلاثي كلورو الخليك.
تُوجد موادٌ تُسبب ركودًا خلويًا وتشمل بيريثيون الزنك أساسًا، وحالات الطبقة القرنية (حمض الساليسيليك والكبريت)، حيثُ يُمكن استعمالها في علاج القشرة والتهاب الجلد الدهني.
يُمكن أيضًا استعمال حمض الساليسيليك والكبريت في علاج حب الشباب وقبعة المهد في بعض المرضى. يُعتبر الريزورسينول واحدًا من حالّات الطبقة القرنية والذي عادةً ما يُدمج مع الكبريت. تعتبر اليرويا من حالّات الطبقة القرنية بسبب امتلاكها خاصية الاسترطاب.